# Jan Ceulemans
Jan Ceulemans (sinh 28 tháng 2 năm 1957 tại Lier, Bỉ) là một cầu thủ bóng đá người Bỉ chơi ở vị trí tiền vệ.
Ông là cầu thủ giữ kỉ lục khoác áo đội tuyển quốc gia Bỉ với 96 lần. Phần lớn thời gian Ceulemans chơi cho tuyển Bỉ dưới sự huấn luyện của huấn luyện viên Guy Thys và đó là giai đoạn mạnh nhất trong lịch sử của Bỉ. Họ vào đến chung kết Euro 80. Tại World Cup 1982, họ thắng đương kim vô địch Argentina 1-0 ngay ở trận khai mạc. Thành tích đáng nhớ nhất của Ceulemans là đội trưởng đội tuyển Bỉ xếp thứ tư tại World Cup 1986. Ông ghi 3 bàn trong giải này, trong đó có pha đánh đầu đẹp mắt vào lưới Tây Ban Nha ở tứ kết. Màn trình diễn ở giải này giúp Ceulemans có biệt danh "Đội trưởng dũng cảm" . Ông giã từ sự nghiệp bóng đá quốc tế sau World Cup 1990. Ceulemans ghi bàn thắng thứ 3 trong trận thắng Uruguay ở giải này trước khi bị Anh loại ở vòng 2.
Ở sự nghiệp câu lạc bộ, ông gắn bó với Club Brugge trong 13 năm, được các cổ động viên quý mến khi từ chối lời mời của câu lạc bộ lớn của Ý A.C. Milan  Lưu trữ ngày 27 tháng 6 năm 2010 tại Wayback Machine.
Sau khi giải nghệ cầu thủ vì chấn thương đầu gối, Ceulemans trở thành huấn luyện viên cho K.S.C. Eendracht Aalst năm 1992. Ông đưa được đội bóng thăng hạng, tham dự Jupiler League và thậm chí còn giành suất tham dự Cúp UEFA. Ông chuyển tới huấn luyện K.V.C. Westerlo năm 1998, cũng giúp đội bóng dự Cúp UEFA. Năm 2005 Ceulemans tới Club Brugge huấn luyện trong 3 năm, trước khi bị sa thải vì thành tích kém tháng 4 năm 2006. Mùa bóng 2007-2008, ông quay trở lại dẫn dắt K.V.C. Westerlo. Hiện Ceulemans sống tại Kessel.
Ông là một trong 3 cầu thủ Bỉ Pelé đưa vào danh sách 125 cầu thủ còn sống vĩ đại nhất vào tháng 3 năm 2004.